# FTSE 그룹
FTSE 인터내셔널 리미티드(FTSE International Limited, FTSE Russell (/ˈfʊtsi/)는 영국의 주가 지수 및 관련 데이터 서비스 제공자로서, 런던 증권거래소(LSE)가 전적으로 소유하고 있으며 카나리 워프의 부지에서 운영되고 있다. 잘 알려져 있는 영국 FTSE 100 지수, 러셀 2000, 기타 수많은 지수를 운영하고 있다. FTSE는 Financial Times Stock Exchange의 준말이다.

## 역사
FTSE 그룹은 1995년 파이낸셜 타임스의 모기업인 피어슨과 런던 증권거래소 그룹에 의해 설립되었다.

## 제품
FTSE 그룹은 잘 알려진 FTSE 100 지수, FTSE 250 지수 외에도 600개의 실시간 지수를 포함한 기타 200,000개의 지수를 운영하고 있다. 지수들의 경우 7개의 주요 그룹이 있다: Global Equity, Regional and Partner, Fixed Income, Real Estate, Alternative Investment, Responsible Investment, Investment Strategy. 지수 정보 및 관련 서비스 이용 수수료는 운영을 계속하는데 필요한 소득을 창출한다. FTSE는 런던, 뉴욕, 파리, 프랑크푸르트암마인, 마드리드, 밀라노, 샌프란시스코, 베이징시, 시드니, 도쿄도, 홍콩, 토론토에 사무소가 있다.

### 기타 지수
- FTSE 350 지수
- FTSE 올셰어 인덱스
- FTSE 스몰캡 인덱스
- FTSE4Good 지수
- FTSE AIM UK 50 지수
- FTSE AIM 100 지수
- FTSE AIM 올셰어 인덱스
- FTSE MIB
- FTSE 세계국채지수

## 내용주
1. ↑  Shared the trading name with sister company en:Frank Russell Company